# UniCredit
UniCredit S.p.A. је италијанска компанија за банкарске и финансијске услуге. Његова мрежа обухвата 50 тржишта у 17 земаља, са више од 8.500 филијала и преко 147.000 запослених. Њихова стратешка позиција у западној и источној Европи даје групи један од највећих тржишних удела у региону.

## Историја
је резултат спајања неколико италијанских банкарских група 1998. године, од којих су највеће Unicredito (банке из Торина, Вероне и Тревиза) и Credito Italiano, отуда и првобитно име ове компаније - UniCredito Italiano.

## Локације
Компанија има седиште и генерални менаџмент у Милану. Седиште је било лоцирано у Риму од 2007. године, а премештено је назад у Милано 2017. Седиште је било лоцирано у Ђенови од 1999. до 2007. године. Основна тржишта су Италија, Аустрија, Русија, Јужна Немачка, Румунија, Бугарска и Србија. Има одељења инвестиционог банкарства у Њујорку, Лондону, Хонг Конгу, Милану, Минхену, Бечу, Будимпешти и Варшави.

## Спонзорства
спонзорисао је тениске турнире Отвореног првенства Чешке, Отворено првенство Беча (од стране подружнице Банк Аустрија) и голф турнир Аустријан опен (од стране подружнице Банк Аустрија).
До 2018. године UniCredit је био један од главних спонзора УЕФА Лиге шампиона.